# Tourism
Tourism je četvrti studijski album švedskog sastava Roxette. Album je mješavina novih pjesama, snimaka uživo s turneje "Join the joyride", kao i pjesama snimljenih u hotelskim sobama ("Here Comes the Weekend", "So Far Away").

## Popis pjesama
Sve pjesme napisao je i uglazbio Per Gessle, osim "So Far Away" (tekst: Gessle i Hasse Huss) i "Queen of Rain" (glazba: Gessle & Mats Persson).
1. "How Do You Do!" - 3:10
2. "Fingertips" - 3:34
3. "The Look" (uživo u Sydneyu) - 5:33
4. "The Heart Shaped Sea" - 4:32
5. "The Rain" - 4:49
6. "Keep Me Waiting" - 3:15
7. "It Must Have Been Love" (uživo u Santiagu) - 7:05
8. "Cinnamon Street" - 5:01
9. "Never Is a Long Time" (uživo u São Paulu) - 3:46
10. "Silver Blue" - 4:07
11. "Here Comes the Weekend" - 4:11
12. "So Far Away" - 4:03
13. "Come Back (Before You Leave)" - 4:28
14. "Things Will Never Be the Same" (uživo u Zürichu) - 3:12
15. "Joyride" (uživo u Sydneyu) - 4:50
16. "Queen of Rain" - 4:51